# أل فنسنت
أل فنسنت (بالإنجليزية: Al Vincent)‏ هو لاعب كرة قاعدة أمريكي، ولد في 23 ديسمبر 1906 في برمنغهام في الولايات المتحدة، وتوفي في 14 ديسمبر 2000.

## وصلات خارجية
- أل فنسنت على موقعبيزبول رفرنس.كوم (الدوري الثانوي) (الإنجليزية)